# Công viên địa chất

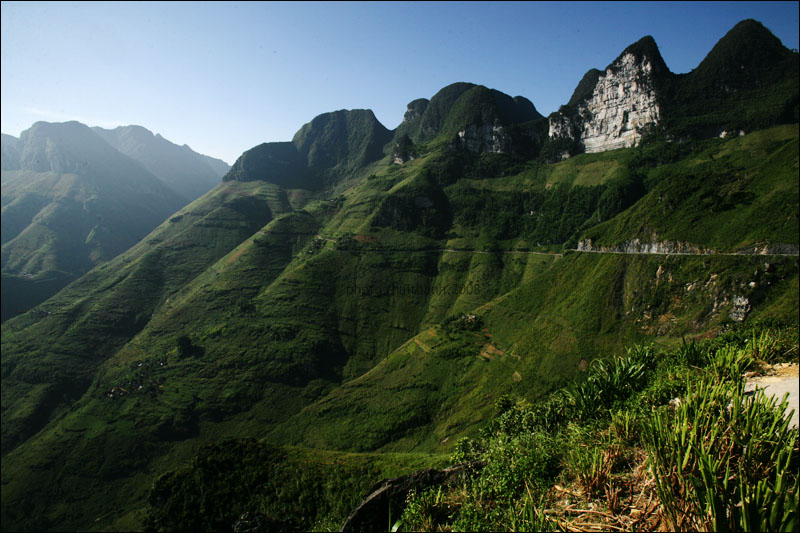
Cao nguyên đá Đồng Văn

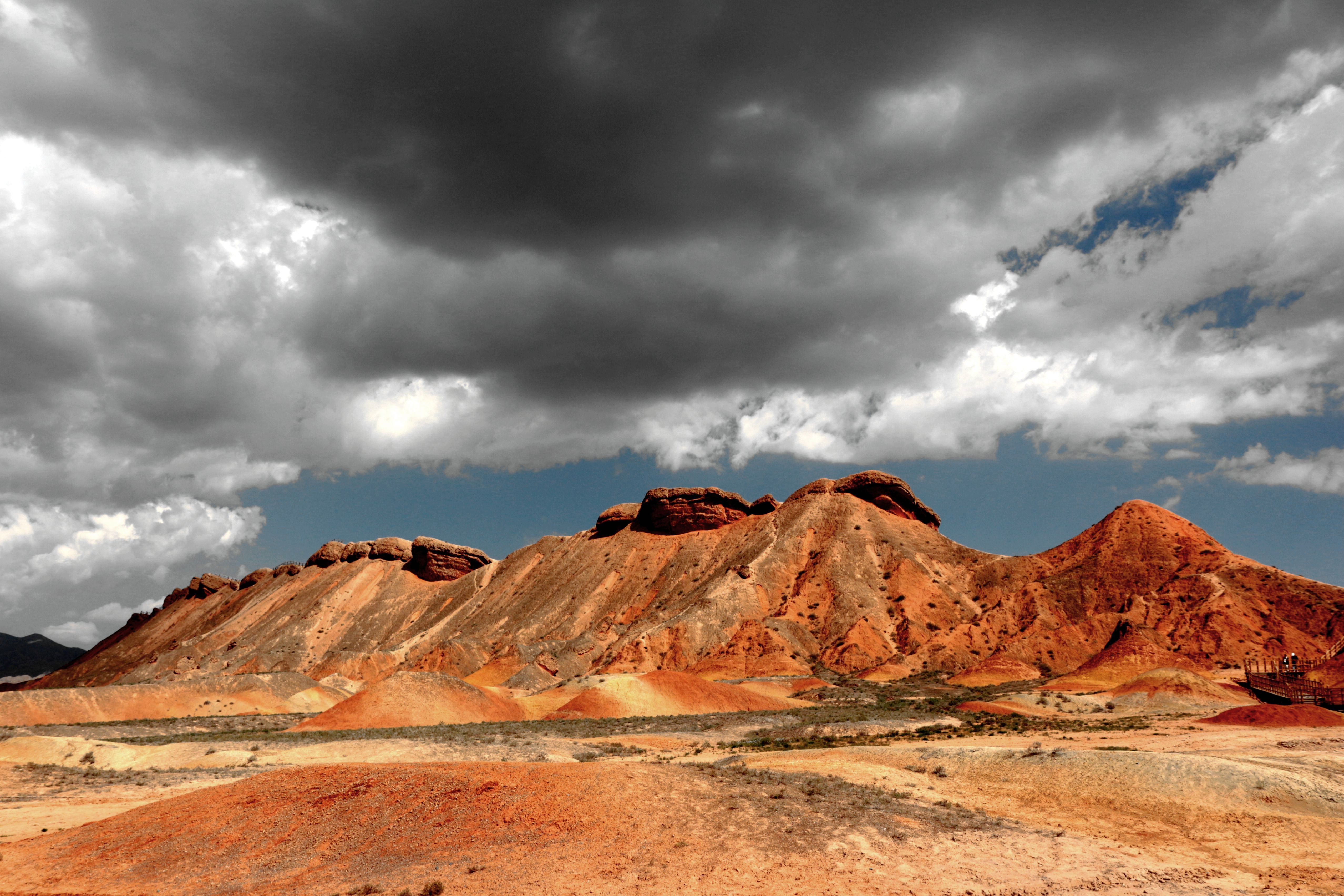
Công viên địa chất Trương Dịch Đan Hà, Trung quốc

Công viên địa chất (tiếng Anh: geopark) là một khu vực tự nhiên, độc đáo, có ranh giới rõ ràng, trong đó chứa đựng một tập hợp các di sản địa chất có giá trị khoa học, phân bố trong phạm vi nhất định, hài hòa với cảnh quan thiên nhiên, đồng thời chứa đựng các giá trị về đa dạng sinh học, khảo cổ, lịch sử, văn hóa xã hội và có diện tích thích hợp để phát triển kinh tế địa phương, thông qua hình thức phát triển du lịch và các dịch vụ phụ trợ khác. Một công viên địa chất quốc gia khi có đủ điều kiện sẽ được UNESCO công nhận là Công viên địa chất Toàn cầu

## Ý nghĩa
Công viên địa chất là một vùng với những giới hạn rõ ràng và có diện tích đủ rộng để đáp ứng sự phát triển kinh tế xã hội địa phương. Nó bao gồm một số điểm di sản địa chất nào đó ở mọi quy mô hay một bức khảm về thực thể địa chất có tầm quan trọng khoa học đặc biệt, hiếm có và đẹp, tiêu biểu cho một khu vực và lịch sử địa chất của khu vực đó, những sự kiện hay các quá trình. Nó không chỉ có ý nghĩa địa chất mà còn có giá trị sinh thái, khảo cổ, lịch sử hay văn hoá. Một công viên địa chất đáp ứng cho việc phát triển kinh tế xã hội đó là sự bền vững về mặt văn hóa và môi trường. Điều này tác động trực tiếp lên khu vực bởi sự cải thiện điều kiện sống của con người và môi trường nông thôn, như vậy nó tăng cường nhận dạng dân số với khu vực và tạo nên sự phục hồi văn hóa.
Những lợi ích tiềm năng khi thành lập một công viên địa chất là:
- Du lịch được tăng trưởng.
- Tạo công ăn việc làm cho cộng đồng địa phương.
- Công nhân khai thác mỏ nhỏ quay lại làm việc
- Gia tăng nhận thức về môi trường địa chất cho người dân.
- Bảo vệ tốt hơn những vị trí nhạy cảm.

Việc bảo tồn di sản địa chất rất quan trọng và đã được UNESCO công nhận. Đặc biệt vào năm 1997, Hội nghị chung của UNESCO đã thông qua một sáng kiến phát triển mạng lưới geosites toàn cầu có đặc tính địa chất đặc biệt. Sau đó vào năm 2000 đã có một nghiên cứu khả thi về "Chương trình công viên địa chất UNESCO" và từ đó UNESCO hỗ trợ những sáng kiến về di sản địa chất thông qua Hội bảo tồn Di sản thế giới và sự hợp tác song phương thông qua hội Khoa học Trái Đất.

## Công viên địa chất tại Việt Nam
Bài chi tiết: Danh sách công viên địa chất quốc gia (Việt Nam), Mạng lưới Công viên địa chất Việt Nam